# Ischnura ordosi
Ischnura ordosi là một loài chuồn chuồn kim trong họ Coenagrionidae.
Ischnura ordosi được Bartenev miêu tả khoa học năm 1912.